# Rhythm Shower
Rhythm Shower je deseti album sastava The Upsetters. Izdan je 1973. pod etiketom Upsetter Records, a producirao ga je Lee Scratch Perry. Žanrovski pripada reggaeu.
Početno izdanje u vrlo ograničenom jamajčanskom izdanju bez korica je poslije postalo poznatije kad ju je reizdao Trojan Records kao dio zbirke The Upsetter Collection od 3 LP-a, kasnije od 2 CD-a. Prvi put su reizdani 1986. godine.

## Popis pjesama

### Strana A
1. Tighten Up - Dillinger i The Upsetters
2. Django Shoots First - Sir Lord Comic i The Upsetters
3. Uncle Charley - The Upsetters
4. Sokup - The Upsetters
5. Double Power - The Upsetters
6. Lover Version - The Upsetters

### Strana B
1. Rumpelsteelkin - The Upsetters
2. Skanking - Dillinger & The Upsetters
3. Kuchy Skank - The Upsetters
4. Connection - Dillinger & The Upsetters
5. Operation - The Upsetters